# François Groleau
François Groleau (né le 23 janvier 1973 à Longueuil, dans la province de Québec au Canada) est un joueur professionnel canadien de hockey sur glace,. Son fils, Jérémy, est également joueur de hockey sur glace.

## Carrière
En 1989, il commence sa carrière avec les Cataractes de Shawinigan de la Ligue de hockey junior majeur du Québec. Il est choisi en 1991 au cours du repêchage d'entrée dans la Ligue nationale de hockey par les Flames de Calgary au deuxième tour en quarante-et-unième position. Il passe professionnel en 1993-1994 avec le club école des Flames de Saint-Jean dans la Ligue américaine de hockey. Le 23 mars 1995, il est échangé aux Nordiques de Québec pour Ed Ward mais finit la saison avec les Aces de Cornwall. Il signe ensuite un contrat en tant qu'agent libre avec les Canadiens de Montréal avec qui il joue huit parties dans la LNH. En 2000, il part en Europe dans la DEL, l'élite allemande dans laquelle il avait joué pour Augsburger Panther deux ans auparavant. Il remporte le championnat en 2001 et la Coupe d'Allemagne en 2003 avec l'Adler Mannheim. Après un an à l'EV Duisburg, il signe en 2006 au EHC Liwest Linz en EBEL. Lors de la saison 2007-2008, il termine avec le sixième +/- (+19) de la ligue.
En 2008, il prend part au challenge proposé par les Diables Rouges de Briançon en Ligue Magnus. L'entraîneur Luciano Basile l'aligne aux côtés de Brian Lee en première ligne de défense. L'équipe est battue en huitième de finale de la Coupe de France chez les Ducs de Dijon 3-1. Elle s'incline en finale de Coupe de la Ligue contre les Brûleurs de Loups de Grenoble 4-3 après prolongation malgré un but et une assistance de son numéro 27.
En 2009-2010, Grenoble bat 1-0 les Diables Rouges lors du Match des Champions à Mulhouse. Rouen vainqueur de la Coupe de la Ligue éliminent les diables rouges en demi-finale. Le 31 janvier 2010, il est l'un des artisans de la victoire des Diables Rouges en finale de la Coupe de France 2010 contre Rouen 2-1 aux tirs au but au Palais omnisports de Paris-Bercy. Il s'agit du premier titre majeur remporté par le club.
Le 2 octobre 2010, il se joint à l'Isothermic de Thetford Mines de la Ligue nord-américaine de hockey.

## Statistiques
| Saison     | Équipe                       | Ligue        |    | Saison régulière | Saison régulière | Saison régulière | Saison régulière | Saison régulière |   | Séries éliminatoires | Séries éliminatoires | Séries éliminatoires | Séries éliminatoires | Séries éliminatoires |
| Saison     | Équipe                       | Ligue        | PJ | B                | A                | Pts              | Pun              | PJ               | B | A                    | Pts                  | Pun                  |                      |                      |
| 1988-1989  | Gouverneurs de Ste-Foy       | Midget AAA   | 42 | 3                | 24               | 27               | 42               |                  |   |                      |                      |                      |                      |                      |
| 1989-1990  | Cataractes de Shawinigan     | LHJMQ        | 66 | 11               | 54               | 65               | 80               | 6                | 0 | 1                    | 1                    | 12                   |                      |                      |
| 1990-1991  | Cataractes de Shawinigan     | LHJMQ        | 70 | 9                | 60               | 69               | 70               | 6                | 0 | 3                    | 3                    | 2                    |                      |                      |
| 1991-1992  | Cataractes de Shawinigan     | LHJMQ        | 65 | 8                | 70               | 78               | 74               | 10               | 5 | 15                   | 20                   | 8                    |                      |                      |
| 1992-1993  | Cataractes de Shawinigan     | LHJMQ        | 33 | 4                | 24               | 28               | 50               | -                | - | -                    | -                    | -                    |                      |                      |
| 1992-1993  | Lynx de Saint-Jean           | LHJMQ        | 15 | 3                | 14               | 17               | 16               | 4                | 0 | 1                    | 1                    | 14                   |                      |                      |
| 1993-1994  | Flames de Saint-Jean         | LAH          | 73 | 8                | 14               | 22               | 49               | 7                | 0 | 1                    | 1                    | 2                    |                      |                      |
| 1994-1995  | Flames de Saint-Jean         | LAH          | 65 | 6                | 34               | 40               | 28               | -                | - | -                    | -                    | -                    |                      |                      |
| 1994-1995  | Aces de Cornwall             | LAH          | 8  | 1                | 2                | 3                | 7                | 14               | 2 | 7                    | 9                    | 16                   |                      |                      |
| 1995-1996  | Spiders de San Francisco     | LIH          | 63 | 6                | 26               | 32               | 60               | -                | - | -                    | -                    | -                    |                      |                      |
| 1995-1996  | Canadiens de Montréal        | LNH          | 2  | 0                | 1                | 1                | 2                | -                | - | -                    | -                    | -                    |                      |                      |
| 1995-1996  | Canadiens de Fredericton     | LAH          | 12 | 3                | 5                | 8                | 10               | 10               | 1 | 6                    | 7                    | 14                   |                      |                      |
| 1996-1997  | Canadiens de Montréal        | LNH          | 5  | 0                | 0                | 0                | 4                | -                | - | -                    | -                    | -                    |                      |                      |
| 1996-1997  | Canadiens de Fredericton     | LAH          | 47 | 8                | 24               | 32               | 43               | -                | - | -                    | -                    | -                    |                      |                      |
| 1997-1998  | Canadiens de Montréal        | LNH          | 1  | 0                | 0                | 0                | 0                | -                | - | -                    | -                    | -                    |                      |                      |
| 1997-1998  | Canadiens de Fredericton     | LAH          | 63 | 14               | 26               | 40               | 70               | 4                | 0 | 2                    | 2                    | 4                    |                      |                      |
| 1998-1999  | Augsburger Panther           | DEL          | 52 | 9                | 21               | 30               | 67               | 5                | 0 | 4                    | 4                    | 4                    |                      |                      |
| 1999-2000  | Citadelles de Québec         | LAH          | 63 | 7                | 24               | 31               | 48               | 3                | 0 | 2                    | 2                    | 0                    |                      |                      |
| 2000-2001  | Adler Mannheim               | DEL          | 59 | 2                | 16               | 18               | 52               | 4                | 0 | 0                    | 0                    | 2                    |                      |                      |
| 2001-2002  | Adler Mannheim               | DEL          | 60 | 2                | 7                | 9                | 72               | 12               | 1 | 1                    | 2                    | 10                   |                      |                      |
| 2002-2003  | Adler Mannheim               | DEL          | 43 | 2                | 8                | 10               | 56               | 8                | 0 | 2                    | 2                    | 6                    |                      |                      |
| 2003-2004  | Adler Mannheim               | DEL          | 52 | 2                | 20               | 22               | 58               | 6                | 1 | 0                    | 1                    | 4                    |                      |                      |
| 2004-2005  | Adler Mannheim               | DEL          | 40 | 1                | 6                | 7                | 42               | 14               | 0 | 1                    | 1                    | 32                   |                      |                      |
| 2005-2006  | EV Duisburg                  | DEL          | 32 | 1                | 14               | 15               | 34               | -                | - | -                    | -                    | -                    |                      |                      |
| 2006-2007  | EHC Liwest Linz              | OËL          | 56 | 4                | 33               | 37               | 110              | 3                | 0 | 1                    | 1                    | 0                    |                      |                      |
| 2007-2008  | EHC Liwest Linz              | OËL          | 46 | 4                | 18               | 22               | 54               | 11               | 2 | 4                    | 6                    | 16                   |                      |                      |
| 2008-2009  | Diables Rouges de Briançon   | Ligue Magnus | 21 | 5                | 17               | 22               | 16               | 12               | 3 | 2                    | 5                    | 16                   |                      |                      |
| 2008-2009  | Diables Rouges de Briançon   | CdF          | 1  | 0                | 0                | 0                | 0                |                  |   |                      |                      |                      |                      |                      |
| 2008-2009  | Diables Rouges de Briançon   | CdlL         | 10 | 1                | 1                | 2                | 26               |                  |   |                      |                      |                      |                      |                      |
| 2009-2010  | Diables Rouges de Briançon   | Ligue Magnus | 23 | 6                | 20               | 26               | 40               | 9                | 0 | 6                    | 6                    | 12                   |                      |                      |
| 2009-2010  | Diables Rouges de Briançon   | CdF          | 5  | 1                | 4                | 5                | 4                |                  |   |                      |                      |                      |                      |                      |
| 2009-2010  | Diables Rouges de Briançon   | CdlL         | 4  | 1                | 4                | 5                | 6                | 3                | 0 | 1                    | 1                    | 8                    |                      |                      |
| 2010-2011  | Isothermic de Thetford Mines | LNAH         | 34 | 5                | 32               | 37               | 14               | 9                | 0 | 5                    | 5                    | 6                    |                      |                      |
| 2011-2012  | Isothermic de Thetford Mines | LNAH         | 17 | 0                | 11               | 11               | 4                | 8                | 0 | 6                    | 6                    | 6                    |                      |                      |
| 2012-2013  | Isothermic de Thetford Mines | LNAH         | 12 | 0                | 13               | 13               | 12               | 4                | 0 | 4                    | 4                    | 0                    |                      |                      |
| 2015-2016  | Assurancia de Thetford       | LNAH         | 9  | 0                | 2                | 2                | 4                | 1                | 0 | 0                    | 0                    | 0                    |                      |                      |
| Totaux LNH | Totaux LNH                   | Totaux LNH   | 8  | 0                | 1                | 1                | 6                | -                | - | -                    | -                    | -                    |                      |                      |

## Trophées et honneurs personnels
- Ligue de hockey junior majeur du Québec
  - 1989-1990 : reçoit le trophée Raymond-Lagacé remis à la recrue défensive de l'année et élu dans la seconde équipe d'étoiles.
  - 1991-1992 : reçoit le trophée Émile-Bouchard remis au défenseur de l'année et élu dans la première équipe d'étoiles.
- Ligue Magnus
  - Janvier 2009 : élu dans l'équipe type de Hockey Archives[6].
  - 2009 : sélectionné dans l'équipe étoile des joueurs étrangers.
  - 2010 : sélectionné dans l'équipe étoile des joueurs étrangers.

### Ligue nord-américaine de hockey
- 2010-2011 : nommé dans l'équipe d'étoiles.
- 2011-2012 : remporte la Coupe Canam avec l'Isothermic de Thetford Mines.